# Славко Лабович
Славко Лабович (серб. Slavko Labović; нар. 17 листопада 1962, Колашин, Чорногорія, Югославія) — данський актор сербського походження, найбільш відомий завдяки ролі гангстера Радована в трилогії «Дилер».

## Життєпис
Народився 17 листопада 1962 року в православній сім'ї сербів у Колашині. В дитинстві разом з матір'ю покинув своє село, щоб переїхати до батька в Данію. Чотирирічним хлопчиком разом із братами та сестрами переїхав до муніципалітету Баллеруп, де отримав освіту. 
Дебютував у кіно 1996 року в ролі гангстера на ім'я Радован у фільмі «Дилер» режисера Ніколаса Віндинга, який дав поштовх його кар'єрі в данському кінематографі. На певному етапі планувалося, що Славко зіграє головну роль у четвертому фільмі серії, але його так і не було знято.
У 2022 році Лабович повернувся до роботи з Віндингом у його новому серіалі «Ковбой із Копенгагена» від студії Netflix.

## Політичні погляди
У 2001 році в інтерв'ю газеті Glas Javnosti Лабович висловив свою підтримку колишньому президенту Сербської Республіки, якого звинувачували у військових злочинах, Радовану Караджичу. Лабович влаштував кампанію на його захист і заявляв в інтерв'ю: «Він [Караджич] нікого не боїться, тому що у нього є справжні патріоти, які захищають його і будуть боротися до смерті».
Після проголошення незалежності Косова в лютому 2008 року Славко Лабович організував демонстрацію проти відокремлення Косова перед американським посольством в Копенгагені, посилаючись на Резолюцію ООН. Після того, як Караджич був заарештований, Славко розповів данській газеті Ekstra Bladet, що він особисто кілька разів розмовляв з ним по телефону і вважає його героєм. Він також заявляв, що звинувачення висувають США і НАТО, а сам Караджич не є винним: «Для нас, сербів, Караджич — герой. І, на моє глибоке переконання, він не скоїв жодного військового злочину. Це лише те, що стверджують Сполучені Штати і НАТО. Зараз, на жаль, я боюся, що його вже засудили до того, як він з'явився перед трибуналом в Гаазі».
Він також додав, що «Караджич є символом для свого народу. Його метою і мрією було, щоб серби могли жити мирно і спокійно. Він був проти того, щоб серби жили на мусульманській території. Тому його арешт — це трагедія. Екстрадиція Караджича точно не є бажанням народу. Це державна зрада. Це одна з найважчих і найгірших новин за все моє життя».
У 2022 році Славко Лабович на своїй сторінці у Facebook критично відгукнувся про висвітлення данською пресою війни в Україні та висловив підтримку Росії і президенту Володимиру Путіну. У квітні того ж року був помічений в одязі на підтримку збройної агресії Росії проти України. У жовтні 2023 року привітав Путіна з Днем народження, водночас звинувативши у війні «захід» і назвавши Україну країною з нацистським режимом.

## Особисте життя
У Лабовича троє дітей. Він так само живе в Сковлунді, де виріс, поруч зі своєю родиною, з якою залишається дуже близьким. У вільний час є головою парафіяльної ради Сербської Православної Церкви в Данії та головою Сербської асоціації Данії.

## Вибрана фільмографія
| Рік  | Тип | Українська назва          | Оригінальна назва      | Роль    |
| ---- | --- | ------------------------- | ---------------------- | ------- |
| 1996 | ф   | Дилер                     | Pusher                 | Радован |
| 1999 | ф   | У Китаї їдять собак       | I Kina Spiser de Hunde | Ратко   |
| 2001 | ф   | Абсолютна сотня           | Апсолутних сто         | Бандит  |
| 2004 | ф   | Два вагони і чотири мафії | Den gode strømer       | Іван    |
| 2005 | ф   | Дилер 3                   | Pusher III             | Радован |
| 2022 | с   | Ковбой із Копенгагена     | Copenhagen Cowboy      | Душан   |